# Новак, Петр (лыжник)
Петр Новак (чеш. Petr Novák; род. 18 июня 1982 года) — чешский лыжник, участник Олимпийских игр в Сочи. Специализируется в дистанционных гонках.
В Кубке мира Новак дебютировал 16 февраля 2008 года, в декабре 2010 года единственный раз попал в десятку лучших на этапе Кубка мира, в эстафете. Кроме этого на сегодняшний день имеет на своём счету 3 попадания в тридцатку лучших на этапах Кубка мира, 1 в личных соревнованиях и 2 в командных. Лучшим достижением Новака в общем итоговом зачёте Кубка мира является 163-е место в сезоне 2009-10.
На Олимпийских играх 2014 года в Сочи показал следующие результаты: скиатлон — 36-е место, масс-старт на 50 км — 29-е место.
За свою карьеру принимал участие в одном чемпионате мира, на чемпионате мира 2011 года его лучшим результатом в личной гонке стало 50-е место в скиатлоне.
Использует лыжи производства фирмы Fischer.